# イブラーヒーム・アフマド・アブドゥル＝サッタール・ムハンマド
イブラーヒーム・アフマド・アブドゥッサッタール・ムハンマド・アッ＝ティクリーティー（アラビア語: إبراهيم أحمد عبد الستار محمد التكريتي
、Ibrahim Ahmad Abd Al-Sattar Muhammad Al-Tikriti、別名Ibrahim Abd Al-Sattar Muhammad al-Dahhan、1966年9月9日モースル -2010年10月28日バグダード ）は、イラクの軍人。陸軍大将。元イラク軍参謀総長。
イラン・イラク戦争では、陸軍第2軍団長としてイラン軍に占領された要所を奪還するなどの武勇を馳せ、サッダームの信任も厚かった人物と言われている。
湾岸戦争中は、共和国防衛隊（RG）第2予備軍団長。1991年からRG司令官、1999年にはイラク軍参謀総長に任命される。
2003年、イラク戦争によってフセイン政権が崩壊。同年5月12日にアメリカ軍によって拘束された。
アメリカ軍の取調べに対しては、サッダームが最後まで、アメリカがロシアやフランスの圧力により、たとえイラクに軍事侵攻しても戦闘停止に追い込まれると語っていたことや、当時政権内部で誰一人、アメリカが本気でイラクを攻撃してくるとは見当もしていなかったと開戦前の旧政権内部の内幕を供述している。
2007年8月21日、RG第2予備軍団長時の1991年に起こったシーア派住民虐殺に関与したとして、イラク高等法廷に被告として出廷した。
公判では、裁判長に対してアメリカが被告弁護団を保護することを拒否していると批判すると共に、『アメリカ人は我々を殺人者だと思っている。しかし、我々は職業軍人だった。我々は自分達の弁護団を必要とする。我々は、犯罪者ではない』と述べた。
2008年12月2日、高等法廷により終身刑の判決を受けた。
2010年10月29日、ブシュウ・イブラーヒーム司法副大臣は、アブドゥッサッタールが28日夜にバグダードのアル＝カルフ病院にて肝がんのため死去したと発表した。遺体は30日に故郷ティクリートに住む遺族に引き渡されるという。